# Campionati europei di nuoto in vasca corta 2011 - 200 metri rana femminili
La gara dei 200 metri rana femminili degli europei di Stettino 2011 si è svolta il 9 dicembre 2011. Le batterie di qualificazione si sono disputate nella mattina e la finale nel pomeriggio.

## Medaglie
| Posizione | Atleta                | Paese     |
| --------- | --------------------- | --------- |
| Oro       | Rikke Møller Pedersen | Danimarca |
| Argento   | Anastasia Chaun       | Russia    |
| Bronzo    | Fanny Lecluyse        | Belgio    |

## Qualifiche
| Pos. | Atleta                  | Nazionalità   | Tempo   | Batteria | Corsia | Note |
| ---- | ----------------------- | ------------- | ------- | -------- | ------ | ---- |
| 1    | Rikke Møller Pedersen   | Danimarca     | 2:22.02 | 4        | 4      | Q    |
| 2    | Joline Höstman          | Svezia        | 2:23.00 | 3        | 4      | Q    |
| 3    | Fanny Lecluyse          | Belgio        | 2:23.29 | 3        | 2      | Q    |
| 4    | Anastasia Chaun         | Russia        | 2:23.62 | 2        | 4      | Q    |
| 5    | Coralie Dobral          | Francia       | 2:23.68 | 3        | 3      | Q    |
| 6    | Ganna Dzerkal’          | Ucraina       | 2:24.21 | 1        | 3      | Q    |
| 7    | Stacey Tadd             | Gran Bretagna | 2:24.47 | 1        | 1      | Q    |
| 8    | Molly Renshae           | Gran Bretagna | 2:24.59 | 4        | 2      | Q    |
| 9    | Marina Garcia Urzainqui | Spagna        | 2:24.61 | 2        | 5      | Q    |
| 10   | Vera Kalašnikova        | Russia        | 2:24.80 | 4        | 5      | Q    |
| 11   | Chiara Boggiatto        | Italia        | 2:25.69 | 4        | 3      |      |
| 12   | Dilara Buse Guenaydin   | Turchia       | 2:26.04 | 2        | 1      |      |
| 13   | Hannah Miley            | Gran Bretagna | 2:26.31 | 4        | 8      |      |
| 14   | Sophie De Ronchi        | Francia       | 2:26.41 | 4        | 6      |      |
| 15   | Beatriz Gomez Cortes    | Spagna        | 2:26.45 | 2        | 6      |      |
| 16   | Giulia De Ascentis      | Italia        | 2:26.49 | 2        | 3      |      |
| 17   | Paulina Zachoszcz       | Polonia       | 2:26.56 | 2        | 2      |      |
| 18   | Tjasa Vozel             | Slovenia      | 2:27.43 | 4        | 1      |      |
| 19   | Jenna Laukkanen         | Finlandia     | 2:27.74 | 3        | 6      |      |
| 20   | Shani Stallard          | Irlanda       | 2:27.78 | 1        | 7      |      |
| 21   | Lisa Fissneider         | Italia        | 2:27.83 | 3        | 5      |      |
| 22   | Martina Moravcikova     | Rep. Ceca     | 2:27.94 | 1        | 6      |      |
| 23   | Grainne Murphy          | Irlanda       | 2:28.31 | 1        | 2      |      |
| 24   | Weronika Paluszek       | Polonia       | 2:29.20 | 3        | 7      |      |
| 25   | Agnieszka Ostrowska     | Polonia       | 2:29.22 | 4        | 7      |      |
| 26   | Tessa Brouwer           | Paesi Bassi   | 2:29.46 | 2        | 7      |      |
| 26   | Sandra Swierczewska     | Austria       | 2:29.46 | 3        | 8      |      |
| 28   | Anna Sztankovics        | Ungheria      | 2:30.18 | 4        | 0      |      |
| 29   | Zuzana Mimovicova       | Slovacchia    | 2:30.41 | 3        | 9      |      |
| 30   | Fanni Ferenczi          | Ungheria      | 2:30.47 | 2        | 0      |      |
| 31   | Alona Ribakova          | Lettonia      | 2:31.66 | 3        | 0      |      |
| 32   | Gizem Bozkurt           | Turchia       | 2:32.35 | 4        | 9      |      |
| 33   | Stephanie Spahn         | Svizzera      | 2:32.37 | 2        | 8      |      |
| 34   | Claire Polit            | Francia       | 2:32.55 | 1        | 4      |      |
| 35   | Vangelina Draganova     | Bulgaria      | 2:33.04 | 1        | 5      |      |
| 36   | Katrine Holm Sørensen   | Danimarca     | 2:33.08 | 3        | 1      |      |
| 37   | Urte Kazakeviciute      | Lituania      | 2:36.70 | 2        | 9      |      |

## Finale
| Pos. | Atleta                  | Nazionalità   | Tempo   | Corsia |
| ---- | ----------------------- | ------------- | ------- | ------ |
| 1    | Rikke Møller Pedersen   | Danimarca     | 2:19.55 | 4      |
| 2    | Anastasia Chaun         | Russia        | 2:20.84 | 6      |
| 3    | Fanny Lecluyse          | Belgio        | 2:21.14 | 3      |
| 4    | Ganna Dzerkal’          | Ucraina       | 2:22.54 | 7      |
| 5    | Molly Renshaw           | Gran Bretagna | 2:22.68 | 8      |
| 6    | Marina Garcia Urzainqui | Spagna        | 2:22.88 | 0      |
| 7    | Joline Höstman          | Svezia        | 2:23.04 | 5      |
| 8    | Vera Kalašnikova        | Russia        | 2:23.75 | 9      |
| 9    | Coralie Dobral          | Francia       | 2:23.79 | 2      |
| 10   | Stacey Tadd             | Gran Bretagna | 2:24.75 | 1      |